# Voschia
Voschia (in sloveno Vojsko) è un centro abitato della Slovenia, frazione del comune di Idria. L'insediamento costituisce anche una comunità locale a sé stante.

## Storia
Il centro abitato apparteneva storicamente alla Carniola, come comune autonomo inserito nel distretto di Idria; era noto con il toponimo tedesco di Woiska e con quello sloveno di Vojsko.
Dopo la prima guerra mondiale passò, come tutta la Venezia Giulia, al Regno d'Italia; il toponimo venne italianizzato in Voschia, e il comune venne inserito nel circondario di Tolmino della provincia del Friuli. Nel 1927 passò alla nuova provincia di Gorizia.
Nel 1928 il comune di Voschia venne soppresso e aggregato al comune di Idria.
Dopo la seconda guerra mondiale il territorio passò alla Jugoslavia; attualmente Voschia (tornata ufficialmente Vojsko) è frazione del comune di Idria.